# Rolf Eliasson (politiker)
Rolf Anders Elias Eliasson, född 5 april 1912 i Falköping, död 14 december 1995 i Töreboda, var en moderat riksdagsledamot.
Rolf Eliasson var son till ett lantbrukarpar och tog studentexamen i Skövde 1931. Han fortsatte därefter att studera vid Påhlmans handelsinstitut 1932-1933, Klagstorps lantbruksskola 1936-1937 och Alnarps lantbruksinstitut 1937-1938. Han gifte sig 1947.
Eliasson blev invald i riksdagens andra kammare 1952, inträdde där i början av året 1953 och satt fram till 1970. Han blev ledamot av högerns partistyrelse 1958 och var andre vice ordförande i högerpartiets presidium 1961-1965 samt ledamot av högerpartiet/Moderata Samlingspartiets förtroenderåd 1962-1970.
Eliasson blev styrelseordförande för Tidanortens mejeriförening 1947 och var även ordförande för Skaraborgs läns hushållningssällskap 1970-1974.
I riksdagen lade han fram 45 egna motioner, främst om jordbruk, miljövård och fritid. Han ställde nio interpellationer om bland annat genomförandet av ny underbefälsorganisation samt om jordbruksstöd och om fastighetstaxering.